# 玉山北北峰
玉山北北峰位於台灣玉山國家公園境內，南投縣信義鄉東埔村，顧名思義，是在玉山北峰北方，相距約400公尺。山頂海拔3833.234公尺，無基石，有疊石標示山名，曾有新中橫補點5號觀音石基石。

## 事件
2013年，中興航空BK-117號直升機在運補玉山北峰氣象站物資時，墜毀於玉山北峰與北北峰之間的山坳處，機上正副駕駛及玉山氣象站員工三人不幸罹難。